# Philip Van Zandt
Philip "Phil" Van Zandt (Amsterdam, 4 oktober 1904 - Los Angeles, 15 februari 1958), geboortenaam Philip Pinheiro, was een Nederlands-Amerikaans acteur.
Van Zandt begon zijn acteercarrière in 1927 in Nederland. Niet lang daarna vertrok hij naar de Verenigde Staten, waar hij in verscheidene toneelstukken zou spelen. Hij zou uiteindelijk op Broadway terechtkomen. In de jaren veertig en vijftig was hij te zien in een honderdtal films, vaak in zeer kleine rollen. In korte komedies, waaronder enkele Three Stooges-films, speelde hij grotere rollen. Van Zandt vertolkte voornamelijk slechteriken als nazi's, kwaadaardige kaliefen en misdadigers. Ook had hij in het begin van zijn filmcarrière een kleine maar belangrijke rol in Citizen Kane van Orson Welles uit 1941 als eindredacteur Mr. Rawlston.
Veel van zijn pogingen om zijn carrière van de grond te krijgen mislukten. In 1958, op 53-jarige leeftijd, pleegde Van Zandt zelfmoord met een overdosis slaappillen.

## Filmografie (selectie)
- Those High Gray Walls (1939)
- Citizen Kane (1941)
- City of Missing Girls (1941)
- Hostages (1943)
- Air Raid Wardens (1943)
- Tarzan Triumphs (1943)
- Tarzan's Desert Mystery (1943)
- House of Frankenstein (1944)
- The Big Noise (1944)
- The Story of Dr. Wassell (1944)
- Sudan (1945)
- Counter-Attack (1945)
- A Thousand and One Nights (1945)
- Slave Girl (1947)
- Squareheads of the Round Table (1948)
- The Big Clock (1948)
- Fiddlers Three (1948)
- Mummy's Dummies (1948)
- Embraceable You (1948)
- The Lady Gambles (1949)
- Fuelin' Around (1949)
- Red, Hot and Blue (1949)
- Dopey Dicks (1950)
- His Kind of Woman (1951)
- Three Arabian Nuts (1951)
- Spooks! (1953)
- Captain John Smith and Pocahontas (1953)
- Clipped Wings (1953)
- Musty Musketeers (1954)
- Knutzy Knights (1954)
- Scotched in Scotland (1954)
- Yankee Pasha (1954)
- The Big Combo (1955)
- Bedlam in Paradise (1955)
- Hot Stuff (1956)
- Uranium Boom (1956)
- The Pride and the Passion (1957)
- Man of a Thousand Faces (1957)
- Outer Space Jitters (1957)
- Fifi Blows Her Top (1958)

## Theater
- 1936 - In The Bag, vier voorstellingen in het Belmont Theater (Broadway, New York) als "Sam Budwesky"
- 1937 - 1938 - Having Wonderful Time, 372 voorstellingen in het Lyceum Theater (Broadway) als "Itchy Flexner"